# Ismail ibn Musa Menk
Pour les articles homonymes, voir Menk (homonymie).
Mufti Ismail ibn Musa Menk (en arabe : إسماعيل بن موسى مِنك, prononcé : ʾismāʿ īl ibn mūsā mink), né le 27 juin 1975 à Salisbury, en république de Rhodésie, est un ouléma, théologien de l'Islam, et conférencier zimbabwéen d'origine indienne. Connu sous le nom Mufti Menk, il est le grand mufti du Zimbabwe, pays où les musulmans représentent environ 1 % de la population.

## Biographie
Ismail ibn Musa Menk naît le 27 juin 1975 à Salisbury, capitale rhodésienne, de parents Gujaratis de la communauté Bharuchi Vohra Patel,. Son père est Maulana Musa Ibrahim Menk, un imam au Zimbabwe. Son grand-père est aussi imam. Il apprend le Coran et l'arabe de son père, en plus du gujarati et de l'ourdou, qui sont des langues de sa communauté indienne. Dès un jeune âge, il montre un intérêt pour les études islamiques. Il poursuit ses études secondaires au St. John's College (en), à Harare. Il termine ses études religieuses et son cours de mufti de l'école Kantharia Darul Uloom, dans l'État indien du Gujarat. Il a été identifié comme partisan du deobandisme et du salafisme, mais ne l'a pas admis,.
En 1992, il effectue se rend en Arabie saoudite pour étudier la jurisprudence islamique et la théologie à l'université islamique de Médine, d'où il sort diplômé. Il retourne par la suite au Zimbabwe et devient conférencier et récitateur lors des prières du vendredi à sa mosquée de Harare. Il y acquiert de la notoriété pour ses connaissances et sa méthode de parler, et tient des conférences à travers le pays. Il lance sa chaîne Youtube en 2010, sur laquelle il donne des enseignements sur le Coran. Sa notoriété lui a permis de voyager dans plusieurs pays et plusieurs universités pour donner des conférences. Menk affectionne particulièrement Dubaï, aux Émirats arabes unis, où il est allé régulièrement. Il est le directeur de l'organisme caritatif Daarul Ilm of Zimbabwe, qui gère des orphelinats et des écoles dans le pays. En 2018, il publie une collection de ses paroles sous le nom Motivational Moments. L'année suivante est publiée la seconde édition, Motivational Moments 2. En décembre 2020, sa chaîne Youtube atteint le million d'abonnés. En septembre 2022, après de graves inondations, il rend visite aux sinistrés dans l'État pakistanais du Sind. 
Il est marié et a des enfants.

## Prises de position
Mufti Menk est un fervent opposant du terrorisme et a déclaré vouloir aider à baisser la menace terroriste aux Maldives en novembre 2016. Le 31 mars 2018, il exhorte les musulmans du Libéria à ne pas céder à la violence contre les chrétiens, qu'il appelle ses frères. Il blâme les médias occidentaux pour la perception que les musulmans sont des terroristes. Il déclare à Gulf News que tout le monde est une famille et que tout le monde vient du même créateur, et qu'ainsi, nul n'a le droit de forcer sa religion sur autrui.

## Controverses
Le 31 octobre 2017, il est banni de visite à Singapour pour avoir dit que c'est un blasphème pour les musulmans d'accueillir des croyants d'autres religions durant leurs fêtes, comme Noël ou Divali, ce que le gouvernement singapourien a considéré de ségrégationniste et d'aller à l'encontre de ses politiques multiculturelles,. Plus tard, à travers son média Majlisul Ulama Zimbabwe, il déclare être outragé de son bannissement et que les gens devraient écouter ses sermons en entier et pas seulement des extraits. Sur sa chaîne Youtube il rectifie ses dires, disant que cela faisait référence au fait de ne pas forcer sa religion sur les autres. En novembre 2018, il est banni de voyage par le Danemark pour une période de deux ans.
Plusieurs médias pointent du doigt ses propos ouvertement homophobes, lorsqu'il décrit l'homosexualité comme sale. En 2013, alors qu'il devait tenir des conférences dans six universités britanniques, ces dernières sont annulées dû à la pression exercée par des organismes étudiants.

## Distinctions
En 2013, 2014 et 2017, il figure sur la liste des 500 musulmans les plus influents (en) publiée par l'organisme jordanien, l'Institut royal Aal al-Bayt pour la Pensée islamique (en).
Le 16 avril 2016, il reçoit un doctorat honoris causa de l'Aldersgate College (en), établi aux Philippines et en Irlande.  Aux prix KSBEA 2015, il reçoit le Global Leadership Awards (en) en orientation sociale par le journal Cochin Herald (en).